# Província Franciscana de Nossa Senhora da Assunção (Maranhão e Piauí)
A Província Franciscana Nossa Senhora da Assunção é uma ordem religiosa que está presente nos estados do Maranhão e Piauí, e tem sede Provincial na cidade de Bacabal, interior do Maranhão.

## História
A história da Província Nossa Senhora da Assunção, nos estados do Maranhão e Piauí, começou em 1952, com a chegada aos estados de quatro frades para criar a Missão Franciscana, depois recebeu o reforço de mais dez franciscanos. É a província mais jovem da OFM no Brasil. Em 1964, a Missão foi elevada à condição de Fundação Nossa Senhora da Assunção. Em 1965, tornou-se Custódia e, com 52 frades, passou a ser vice-província em 1992. Com 70 frades, tornou-se finalmente Província no dia 8 de dezembro de 2004.
Atualmente a Província tem 47 frades, sendo 40 professos solenes, 4 pós-noviços, 3 noviços e 3 postulantes. Dos 47 professos solenes, 4 frades têm profissão laical. A média de idade fica em torno de 44 anos.
A Província tem 6 paróquias, sendo que somente uma delas abrange 2 municípios e é composta por mais de 100 comunidades.
Pequeno resumo:
1952: Envio dos 4 frades pioneiros para Maranhão e Piauí;
1952: Envio de mais 10 frades;
1964: A Missão é elevada a Fundação;
1965: Elevada a Custódia;
1992: (06.01.1991) Vice-Província, mais ou menos 52 frades;
2004: (08.12.2004) torna-se Província, 70 frades. Atualmente a entidade possui cerca de 47 frades em 10 fraternidades.

## Governo provincial
O atual governo provincial é constituída pelos frades seguintes:
- Ministro Provincial - Frei Antônio Pachêco Ramos, OFM
- Vigário Provincial - Frei Miguel Kleinhans, OFM